# بیرن
بیرَن (به اسپانیایی: Birán) روستایی در کوبا است که در استان اولگین واقع شده‌است. بیرن ۶۶ متر بالاتر از سطح دریا واقع شده‌است.
رامون کاسترو در ۱۹۲۴، فیدل کاسترو در ۱۹۲۶، و رائول کاسترو در ۱۹۳۱ میلادی در این روستا متولد شدند. پدر آنها مالک کشتزاری به وسعت ۲۳٬۰۰۰ هکتار (۲۳۰ کیلومترمربع) در آنجا بوده‌است.